# Begums 500 miljoner
Begums 500 miljoner (franska: Les cinq cents Millions de la Bégum) är en roman från 1879 av Jules Verne.

## Handling
Romanen handlar om ett miljonarv, vilket tillfaller en fransk doktor, Sarrasin, som är den sista kvarvarande arvingen. Dock framkommer att en tysk professor, Schultze, även har rätt att göra anspråk på arvet. De bägge herrarna gör upp om en förlikning, genom vilken de får halva förmögenheten var.
De båda excentriska herrarna tar sig till Oregon i USA, där de för sina pengar köper upp stora landområden och låter bygga upp varsin ideal stadsstat. Den franske doktorn anlägger en hälsosam och fredlig stad, Bandon. Den tyske professorn, däremot, låter grunda en krigisk stad, med inriktning på produktion av kanoner, Stahlstadt. Syftet är att förgöra den franska staden.

## Om boken
Intrigen i Begums 500 miljoner kan härledas till Fransk-tyska kriget 1870-1871. Verne hade bara några år tidigare haft med sympatiska tyska huvudkaraktärer i sin Resan till jordens medelpunkt, men bitterheten efter det franska nederlaget i kriget avspeglar sig i denna roman genom att fransmännen framställs som goda, tyskarna som onda.
Genom hela boken förlöjligar Verne den maktgalne och rasistiske Schultze. Han framställs som en stereotyp tysk som alltid äter enorma portioner korv med surkål och sköljer ned detta med stora bägare öl - även efter att han blivit en av världens rikaste personer, som skulle kunna ha råd med vilken delikatessmat som helst.